# Grote of Sint-Nicolaaskerk (Muiden)
De Grote of Sint-Nicolaaskerk is een kerk gelegen aan de Kerkstraat 1 in het Noord-Hollandse Muiden. De kerk is een laat-gotische pseudobasiliek uit het begin van de 15e eeuw, waarvan de toren nog stamt uit de 12e eeuw. De toren is 28 meter hoog en gebouwd van tufsteen in een laat-romaanse stijl. De toren diende ook als uitkijktoren en vuurtoren. Het gotische gebouw is in gebruik bij de plaatselijke protestantse gemeente.
Elke avond om 21.00 uur luidt de klok in de toren; dit gebruik stamt nog uit de tijd dat Muiden stadspoorten had. De klok werd geluid voordat de poorten sloten, als teken voor de bewoners om naar huis te gaan voor het avondeten. In veel gevallen aten de mensen in die tijd 's avonds pap, vandaar de naam papklok.

## Geschiedenis
De eerste vermelding van een kerk in Muiden dateert van de jaren 1275-1280. Deze kerk is gewijd aan de heilige Nicolaas en Catharina. Van de oorspronkelijke toreningang is momenteel alleen nog de rondboog te zien. Waarschijnlijk werd de ingang in de 13e eeuw dichtgezet wegens een door de stijgende grondwaterstand noodzakelijk geworden ophoging van het omliggende terrein. In circa 1425 werd het schip en het koor gebouwd. Het smeedijzeren torenuurwerk, dat op de slinger na nog origineel is, is uit 1653. Het torenuurwerk werd in de loop der tijden voorzien van elektrische opwinding. In de kerktoren hangen twee luidklokken uit 1525 die zijn gegoten door Henrick de Borch. De grootste klok heeft een diameter van 108 cm.
In 1822 heeft men overwogen het gebouw af te breken wegens zijn vervallen staat. Van het Hoogheemraadschap van de Zeedijk beoosten Muiden leende men een groot zeildoek om er een groot gat in het dak mee te bedekken. In 1834 liep het interieur schade op wegens een brand onder het orgel. In 1920 viel het hemelwater vrijelijk op de preekstoel, waardoor deze tijdens regenachtige dagen niet bruikbaar was. In 1921-1928 restaureerde men de torenspits, de consistoriekamer en het interieur. In 1971-1975 volgde het exterieur en in 1994-1999 de dakbedekking en nogmaals het interieur.
Sinds 1973 staat het gebouw als rijksmonument ingeschreven op de monumentenlijst. In 1975 werd door de Rijksdienst voor het Oudheidkundig Bodemonderzoek midden voor de ingang een rode zandstenen sarcofaagdeksel gevonden. Later werd deze onder de toren opgesteld.

## Interieur
Het interieur bestaat uit eikenhouten meubilair: (preekstoel met lezenaar zijn o.a. leeuwenkoppen en het oude wapen van Muiden uitgesneden). Het doophek is versierd met bladwerk, scheepjes, vogels en druiventrossen. Een kerkbank bevat het jaartal 1647. Boven de hoofdingang hangt een wandbord dat de zeven maanden durende pestepidemie uit 1602 herdenkt, waarbij 650 van de 900 inwoners van Muiden om het leven kwamen. In 1923 is onder de toenmalige pleisterlaag een aantal muurschilderingen ontdekt en blootgelegd.
In de kerk bevinden zich twee orgels. Het eerste is gemaakt door Jan Slegel III (Kampen) in 1661. Oorspronkelijk heeft het orgel luiken gehad, de stopstukken waar de scharnieren hebben gezeten zijn nog zichtbaar. Het orgel liep waterschade op bij een brand in 1834. Orgelbouwer Hermanus Knipscheer heeft het orgel “vernieuwd en verbeterd”. De orgelkas en het pijpwerk waren gespaard gebleven bij de brand zodat Knipscheer voornamelijk aan de windladen en het mechaniek heeft gewerkt. Het tweede orgel stamt uit 1960 en is vervaardigd door D.A. Flentrop (Zaandam) voor de Morgensterkerk te Rotterdam-Zuidwijk. In 2005 werd dit orgel verplaatst naar Muiden.

## Foto's

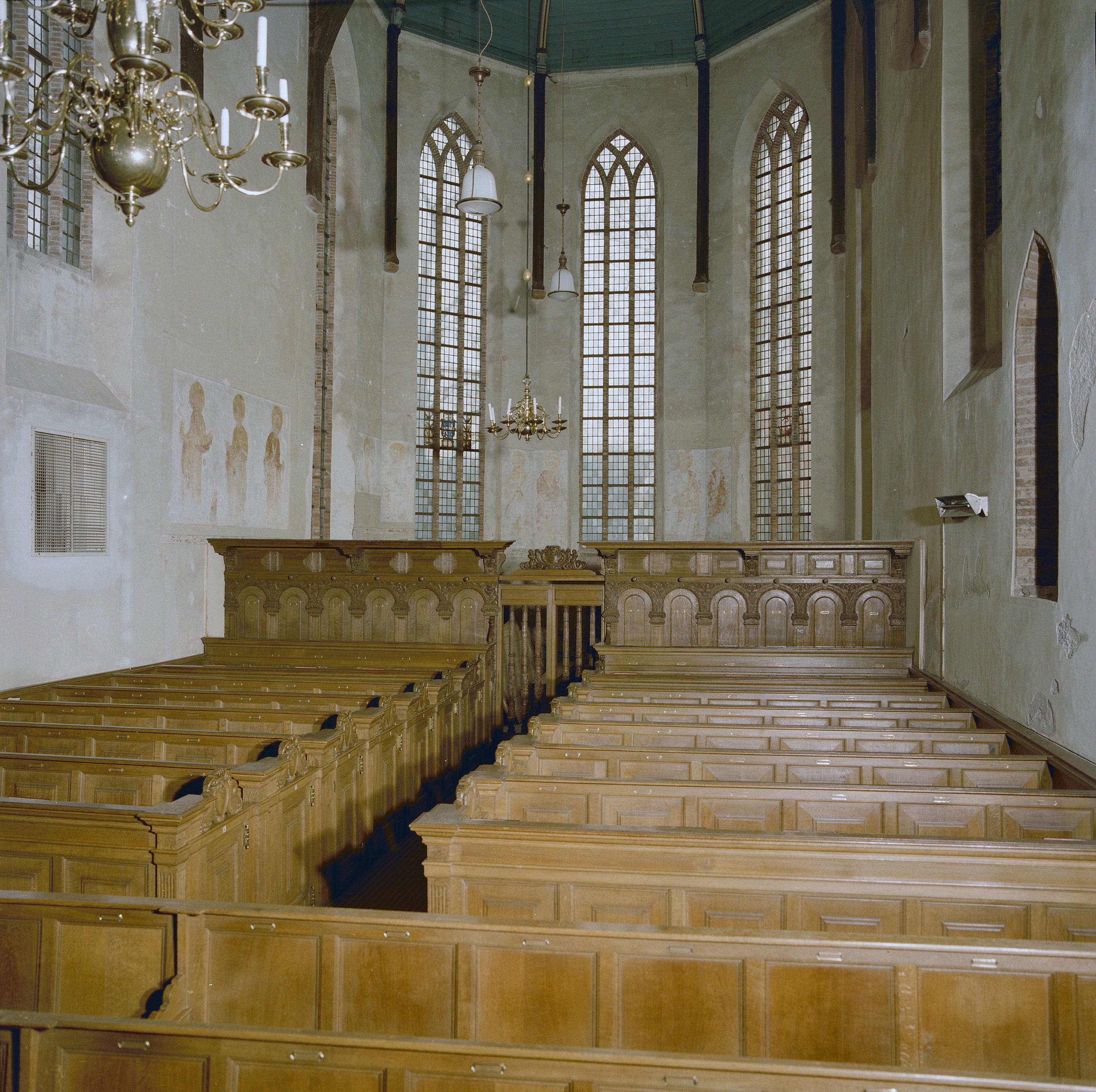
Kerkbanken
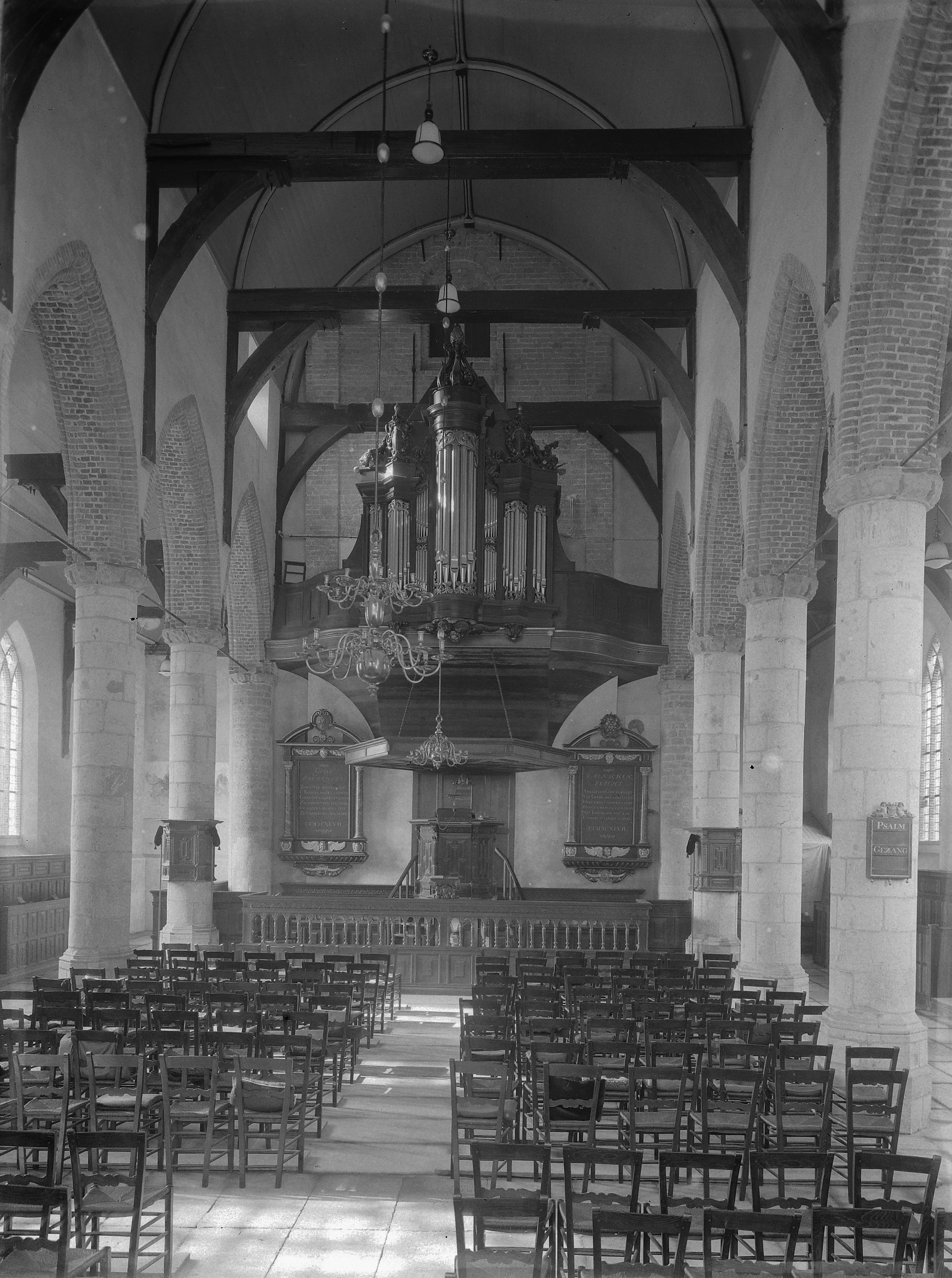
Orgel
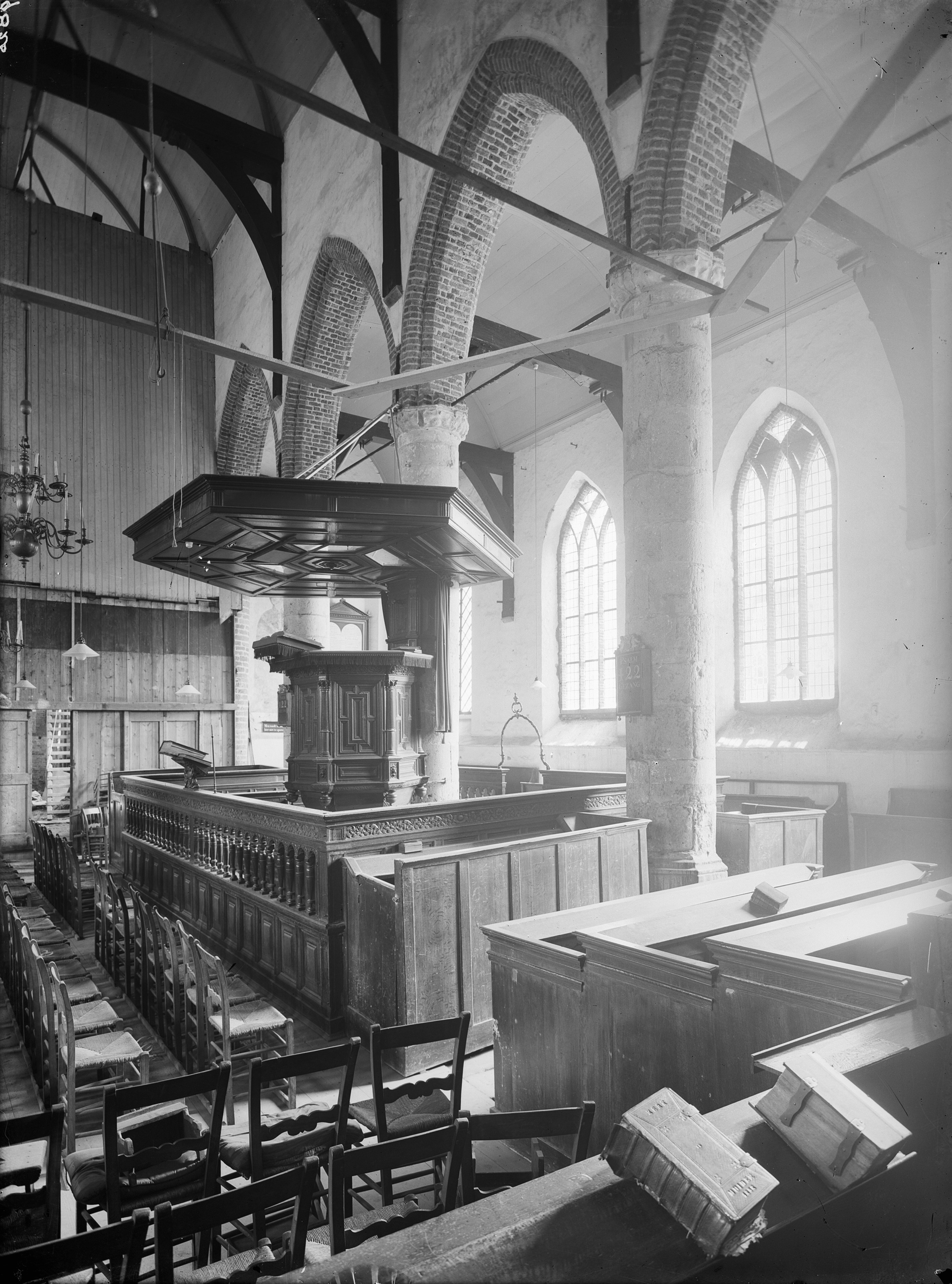
Preekstoel
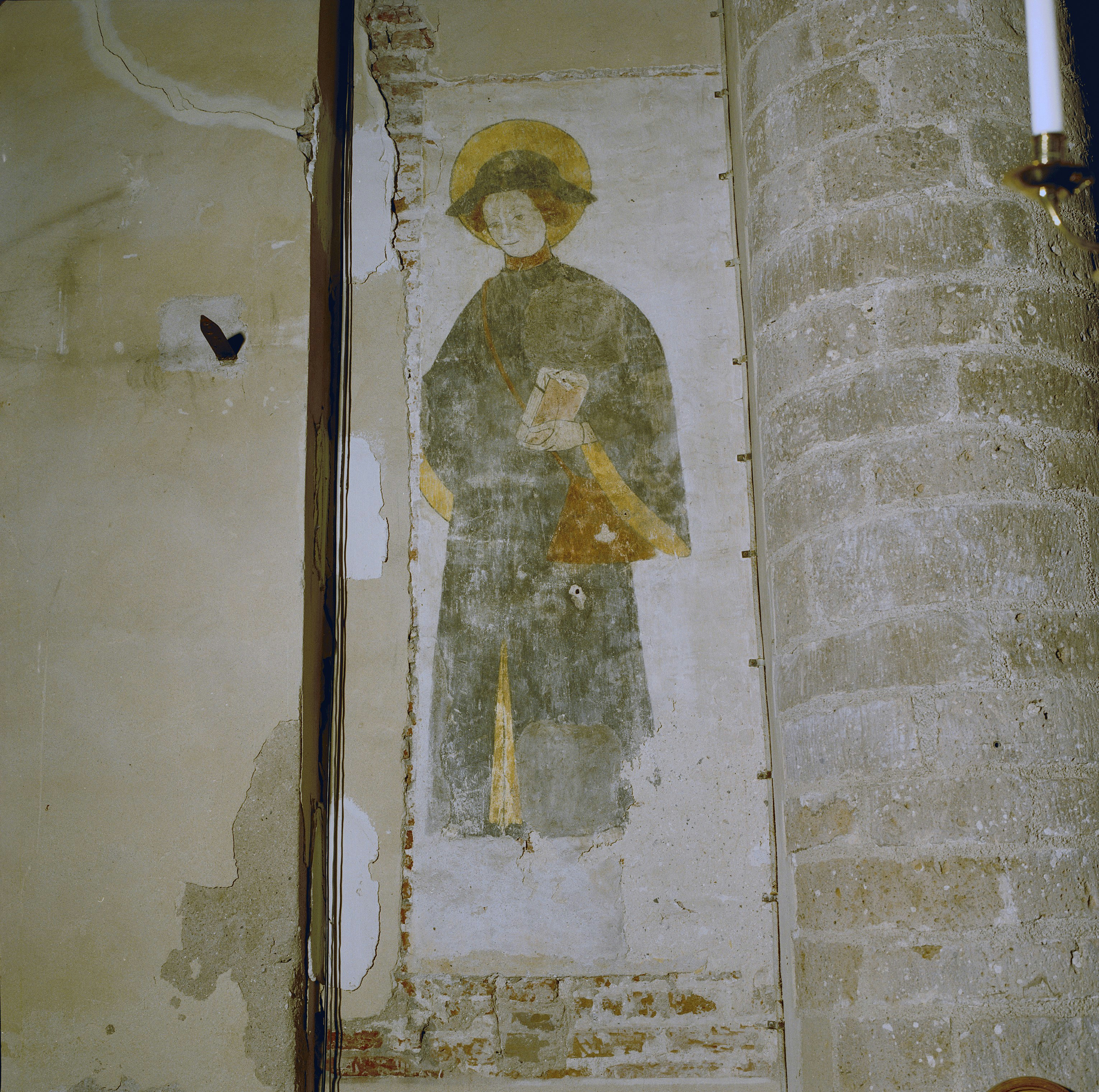
Muurschilderingen